# Alipij Pečerský
Svatý Alipij Pečerský ( † 1114, Kyjev) byl kyjevskoruský pravoslavný monach a první pojmenovaný ikonopisec Kyjevské Rusi.

## Život
Většina informací o jeho životě pochází z příběhů o zázracích, které vykonal, nebo se staly před jeho ikonami.
Narodil se okolo roku 1065 nebo 1070. Byl poslán na studia ikonopisectví. Od igumena Nikona v Kyjevskopečerské lávře přijal mnišský postřih. Pomáhal řeckým mistrům vyzdobit mozaikami chrám Zesnutí přesvaté Bohorodice. Později byl rukopoložen na jeromonacha.
Celý život zasvětil ikonopisectví. Výdělek z ikon rozdělil na tři části; monastýru, chudým a na materiál pro psaní ikon. Přičítá se mu např. autorství Svenské Pečerské ikony Matky Boží.
Měl vize Krista a Panny Marie. Když podle jedné legendy nemohl kvůli nemoci splnit zakázku, zjevil se mu anděl, který za něj ikonu napsal.
Zemřel roku 1114. Pohřben byl v Antonijevských jeskyních Kyjevskopečerské lávry.

## Kult
Ruská pravoslavná církev jej uctívá jako světce. Jeho svátek je připomínán 17. srpna.